# Шведи в Украйна
Шведите в Украйна са национално малцинство, според преброяването на населението през 2001 г. те са 188 души, съсредоточени са в Херсонска област.

## История
През 1782 г. шведите–емигранти от територията на съвременна Естония основават селището Старошведское (на шведски: Gammalsvenskby), разположено в Херсонска област. През 1929 г. голяма част от местните шведи (около 885 души) са емигрират в Швеция. Днес в село Змиевка, част от което е Старошведское, живеят повече от сто шведи.

## Численост
Численост и на шведите според преброяванията на населението в Украйна през годините:
- 1926 – 965
- 1939 – 389
- 2001 – 188

Численост и на шведите според преброяването на населението през 2001 г., по региони:
- Херсонска област – 144
- Киев – 13
- Одеска област – 7

## Роден език
Роден език сред определилите се за шведи при преброяването на населението през 2001 г.:
- 64,9% (122 души) – украински
- 17,0% (32 души) – шведски
- 14,9% (28 души) – руски